# IC 1377
IC 1377 је спирална галаксија у сазвјежђу Ждријебе која се налази на листи објеката дубоког неба у Индекс каталогу.
Деклинација објекта је + 4° 18' 51" а ректасцензија 21h 25m 26,8s. Привидна величина (магнитуда) објекта IC 1377 износи 14,3 а фотографска магнитуда 15,0. IC 1377 је још познат и под ознакама MCG 1-54-9, CGCG 401-21, KARA 915, IRAS 21229+0405, PGC 66722.